# Kea Anderson
Karl-Erik (Kea) Anderson, född 2 oktober 1923 i Jakobstad, död 10 oktober 1993 i Gamlakarleby,  var en finländsk jurist. 
Anderson, som var son till folkskollärare Karl G. Anderson och Anna Brita Tast, blev student 1942 och avlade högre rättsexamen 1948. Han var anställd vid advokatbyrån G.O. Teir i Gamlakarleby 1949–1954, delägare 1954–1959, innehade egen advokatbyrå 1959–1963 och var borgmästare i Gamlakarleby från 1963. Han var notarie i Gamlakarleby domsaga 1950 och 1951. Han representerade Svenska folkpartiet i Gamlakarleby stadsfullmäktige 1954–1964, var ordförande där 1959 och förste viceordförande 1960–1964. Han var ordförande i Karleby sparbank 1960–1964, i Karlebynejdens sparbank från 1965 och i Gamlakarleby manskör från 1956.